# Sergi Bruguera
Pour les articles homonymes, voir Bruguera (homonymie) et Torner.
Bruguera  Torner est un nom espagnol. Le premier nom de famille, en général paternel, est Bruguera ; le second, en général maternel, souvent omis, est Torner.
Sergi Bruguera Torner, né le 16 janvier 1971 à Barcelone, est un joueur de tennis espagnol, professionnel de 1988 à 2002. Il se reconvertit dans le tennis, devenant entraîneur et étant également capitaine de l'équipe d'Espagne de Coupe Davis entre 2017 et 2022.
Il est l'un des rares joueurs de son époque à détenir un bilan positif contre Pete Sampras avec trois victoires pour deux défaites.

## Biographie

### Carrière sportive
Professionnel de 1988 à 2002, il a remporté quatorze titres en simple messieurs, dont les Internationaux de France en 1993 et 1994, et atteint une troisième finale à Roland-Garros en 1997, battu par Gustavo Kuerten.
Spécialiste de terre battue, il s'est également imposé aux tournois de Madrid en 1992 et Monte Carlo en 1993, et a remporté 13 de ses 14 titres professionnels sur cette même surface.
Vice-champion olympique en 1996 lors des JO d'Atlanta, il rejoint le dernier carré du Masters deux ans plus tôt, en 1994, et atteint cette même année son meilleur classement ATP, à la troisième place mondiale.
Il s'impose comme l'un des meilleurs joueurs sur terre battue lors de ses deux victoires à Roland-Garros en 1993 et 1994.
En 1993, après avoir écarté en 60 minutes (record du tournoi) Thierry Champion en lui infligeant un 6-0, 6-0, 6-0 (le 5e et dernier en date de l'ère Open), il parvient en finale après avoir sorti notamment Pete Sampras (no 1 mondial) et Andreï Medvedev (no 12 mondial). Loin d'être favori face au numéro 2 mondial et tenant du titre Jim Courier, il s'impose en 5 sets au cours d'une finale accrochée (6-4, 2-6, 6-2, 3-6, 6-3).
Il conserve son titre un an plus tard face à son compatriote Alberto Berasategui 6-3, 7-5, 2-6, 6-1. Il atteint alors la 3e place mondiale.
Après un passage à vide de deux années (à l'exception d'une médaille d'argent obtenue aux Jeux olympiques d'Atlanta en 1996), il parvient de nouveau à se qualifier pour la finale de Roland-Garros en 1997, mais il est battu par Gustavo Kuerten. Il n'a jamais brillé dans les autres tournois du Grand Chelem.
Sergi Bruguera joua un rôle de pionnier pour les joueurs de tennis espagnols puisque nombreux sont ceux qui s'imposeront ensuite également aux Internationaux de France de tennis : Carlos Moyà, Albert Costa, Juan Carlos Ferrero et Rafael Nadal.
Après une série de blessures qui l'empêchent de revenir à son meilleur niveau, Sergi Bruguera annonce sa retraite le 28 avril 2002.

### Reconversion
Après avoir été l'entraîneur du joueur français Richard Gasquet de 2013 à 2017, Bruguera devient à la fin de l'année 2017 le capitaine de l'équipe espagnole de Coupe Davis.
En février 2014, il est le nouveau co-entraîneur de Richard Gasquet (avec Sébastien Grosjean) en remplaçant Riccardo Piatti. Cette association s'arrête en novembre 2017.
En octobre 2017, il devient capitaine de l'équipe d'Espagne de Coupe Davis. En novembre 2019, il remporte la Coupe Davis à Madrid, en tant que capitaine dans sa nouvelle formule. Il quitte ce poste en décembre 2022.
De mars 2022 à mai 2023, Bruguera est l'entraîneur d'Alexander Zverev,. Accompagné de Sébastien Grosjean, il devient en octobre 2023 l'entraîneur d'Arthur Fils.

## Parcours dans les tournois duGrand Chelem

### Victoires (2)
| Année | Tournoi           | Adversaire en finale | Score                   |
| 1993  | Roland-Garros     | Jim Courier          | 6-4, 2-6, 6-2, 3-6, 6-3 |
| 1994  | Roland-Garros (2) | Alberto Berasategui  | 6-3, 7-5, 2-6, 6-1      |

### Finale (1)
| Année | Tournoi       | Adversaire en finale | Score         |
| 1997  | Roland-Garros | Gustavo Kuerten      | 3-6, 4-6, 2-6 |

### En simple
| Année | Open d'Australie | Open d'Australie | Internationaux de France | Internationaux de France | Wimbledon       | Wimbledon   | US Open         | US Open     |
| ----- | ---------------- | ---------------- | ------------------------ | ------------------------ | --------------- | ----------- | --------------- | ----------- |
| 1989  | —                | —                | 1/8 de finale            | R. Agenor                | 1er tour (1/64) | A. Mansdorf | 1er tour (1/64) | L. Shiras   |
| 1990  | 2e tour (1/32)   | M. Pernfors      | 2e tour (1/32)           | J. Svensson              | 2e tour (1/32)  | B. Shelton  | 2e tour (1/32)  | A. Mansdorf |
| 1991  | 1er tour (1/64)  | G. Ivanišević    | 2e tour (1/32)           | O. Camporese             | —               | —           | 2e tour (1/32)  | J. Sánchez  |
| 1992  | —                | —                | 1er tour (1/64)          | I. Lendl                 | —               | —           | 2e tour (1/32)  | W. Ferreira |
| 1993  | 1/8 de finale    | J. Courier       | Victoire                 | J. Courier               | —               | —           | 1er tour (1/64) | J. Sánchez  |
| 1994  | —                | —                | Victoire                 | A. Berasategui           | 1/8 de finale   | M. Chang    | 1/8 de finale   | T. Muster   |
| 1995  | —                | —                | 1/2 finale               | M. Chang                 | —               | —           | 2e tour (1/32)  | D. Vacek    |
| 1996  | —                | —                | 2e tour (1/32)           | P. Sampras               | —               | —           | 3e tour (1/16)  | T. Muster   |
| 1997  | 3e tour (1/16)   | T. Enqvist       | Finale                   | G. Kuerten               | —               | —           | 1/8 de finale   | M. Ríos     |
| 1998  | 1er tour (1/64)  | K. Kučera        | 1er tour (1/64)          | H. Gumy                  | —               | —           | 2e tour (1/32)  | O. Gross    |
| 1999  | —                | —                | —                        | —                        | —               | —           | —               | —           |
| 2000  | —                | —                | 1er tour (1/64)          | J. Balcells              | —               | —           | —               | —           |
| 2001  | 1er tour (1/64)  | D. Prinosil      | 2e tour (1/32)           | M. Russell               | 1er tour (1/64) | T. Dent     | 1er tour (1/64) | C. Rochus   |

N.B. : à droite du résultat se trouve le nom de l'ultime adversaire.

### En double
| Année | Open d'Australie | Open d'Australie | Internationaux de France                                                               | Internationaux de France | Wimbledon | Wimbledon                                                                          | US Open                                                                           | US Open |
| ----- | ---------------- | ---------------- | -------------------------------------------------------------------------------------- | ------------------------ | --------- | ---------------------------------------------------------------------------------- | --------------------------------------------------------------------------------- | ------- |
| 1990  | —                | —                | 1/8 de finale N. Pereira \|\| style="text-align:left;" \| J. Stoltenberg T. Woodbridge | —                        | —         | 1/4 de finale T. Carbonell \|\| style="text-align:left;" \| P. Annacone D. Wheaton |                                                                                   |         |
| 1991  | —                | —                | —                                                                                      | —                        | —         | —                                                                                  | 1er tour (1/32) T. Carbonell \|\| style="text-align:left;" \| L. Mattar J. Oncins |         |

N.B. : le nom du ou de la partenaire se trouve sous le résultat ; le nom des ultimes adversaires se trouve à droite.

## Parcours dans lesMasters 1000
| Année | Indian Wells            | Miami                      | Monte-Carlo               | Rome                     | Hambourg                    | Canada                      | Cincinnati               | Stockholm puis Essen puis Stuttgart | Paris                     |
| ----- | ----------------------- | -------------------------- | ------------------------- | ------------------------ | --------------------------- | --------------------------- | ------------------------ | ----------------------------------- | ------------------------- |
| 1990  | 1/8 de finale S. Edberg | 2e tour J. Tarango         | 2e tour J. Aguilera       | 2e tour J. Gunnarsson    | 1er tour M. Gustafsson      | —                           | —                        | 1er tour R. Reneberg                | 1/2 finale S. Edberg      |
| 1991  | 2e tour E. Sánchez      | 1/8 de finale C. Caratti   | Victoire Bo. Becker       | 1/2 finale A. Mancini    | 1/8 de finale M. Koevermans | —                           | —                        | 2e tour R. Reneberg                 | 1/8 de finale P. Korda    |
| 1992  | 1/4 de finale M. Stich  | 3e tour J. Stark           | 2e tour G. Prpić          | 1/8 de finale J. Courier | 1er tour R. Krajicek        | —                           | —                        | —                                   | 2e tour W. Masur          |
| 1993  | 1er tour B. Gilbert     | —                          | Victoire C. Pioline       | 1/4 de finale J. Courier | —                           | —                           | —                        | 1/8 de finale J. Svensson           | 2e tour A. Boetsch        |
| 1994  | 2e tour A. Krickstein   | 3e tour J. Grabb           | Finale A. Medvedev        | —                        | —                           | 1/4 de finale A. Agassi     | 1/8 de finale D. Wheaton | 1/4 de finale I. Kafelnikov         | 1/2 finale A. Agassi      |
| 1995  | —                       | —                          | 1/4 de finale A. Gaudenzi | Finale T. Muster         | 1/2 finale G. Ivanišević    | 1/8 de finale M. Washington | 2e tour R. Furlan        | 1/4 de finale T. Muster             | 1/8 de finale W. Ferreira |
| 1996  | —                       | 3e tour R. Krajicek        | 2e tour F. Mantilla       | 1er tour R. Krajicek     | 1/4 de finale I. Kafelnikov | —                           | 1er tour P. Rafter       | 1er tour S. Lareau                  | 1er tour C. Pioline       |
| 1997  | 1er tour A. O'Brien     | Finale T. Muster           | 1/8 de finale F. Santoro  | 1/8 de finale K. Alami   | 1/4 de finale A. Medvedev   | —                           | 1/4 de finale A. Costa   | 2e tour F. Santoro                  | 1/8 de finale G. Raoux    |
| 1998  | 2e tour A. Agassi       | 2e tour D. van Scheppingen | 2e tour F. Santoro        | 1er tour M. Norman       | 1/8 de finale À. Corretja   | —                           | —                        | —                                   | —                         |
| 1999  | —                       | —                          | —                         | —                        | —                           | —                           | —                        | —                                   | —                         |
| 2000  | —                       | —                          | —                         | —                        | —                           | —                           | —                        | —                                   | —                         |
| 2001  | —                       | 1er tour A. Calatrava      | 1er tour J. C. Ferrero    | 2e tour S. Grosjean      | 1er tour J. C. Ferrero      | —                           | —                        | —                                   | —                         |

N.B. : sous le résultat se trouve le nom de l’ultime adversaire.